# Gmina Lester (Iowa)
Gmina Lester (ang. Lester Township) – gmina w USA, w stanie Iowa, w hrabstwie Black Hawk. Według danych z 2020 roku gmina miała 1456 mieszkańców.